# Maserati Quattroporte (1974)
La seconda serie di Maserati Quattroporte viene prodotta dal 1974 al 1975 dalla casa automobilistica italiana Maserati all'epoca dell'acquisizione da parte del gruppo francese Citroën. Fu la prima e unica Maserati con trazione anteriore.

## Il contesto

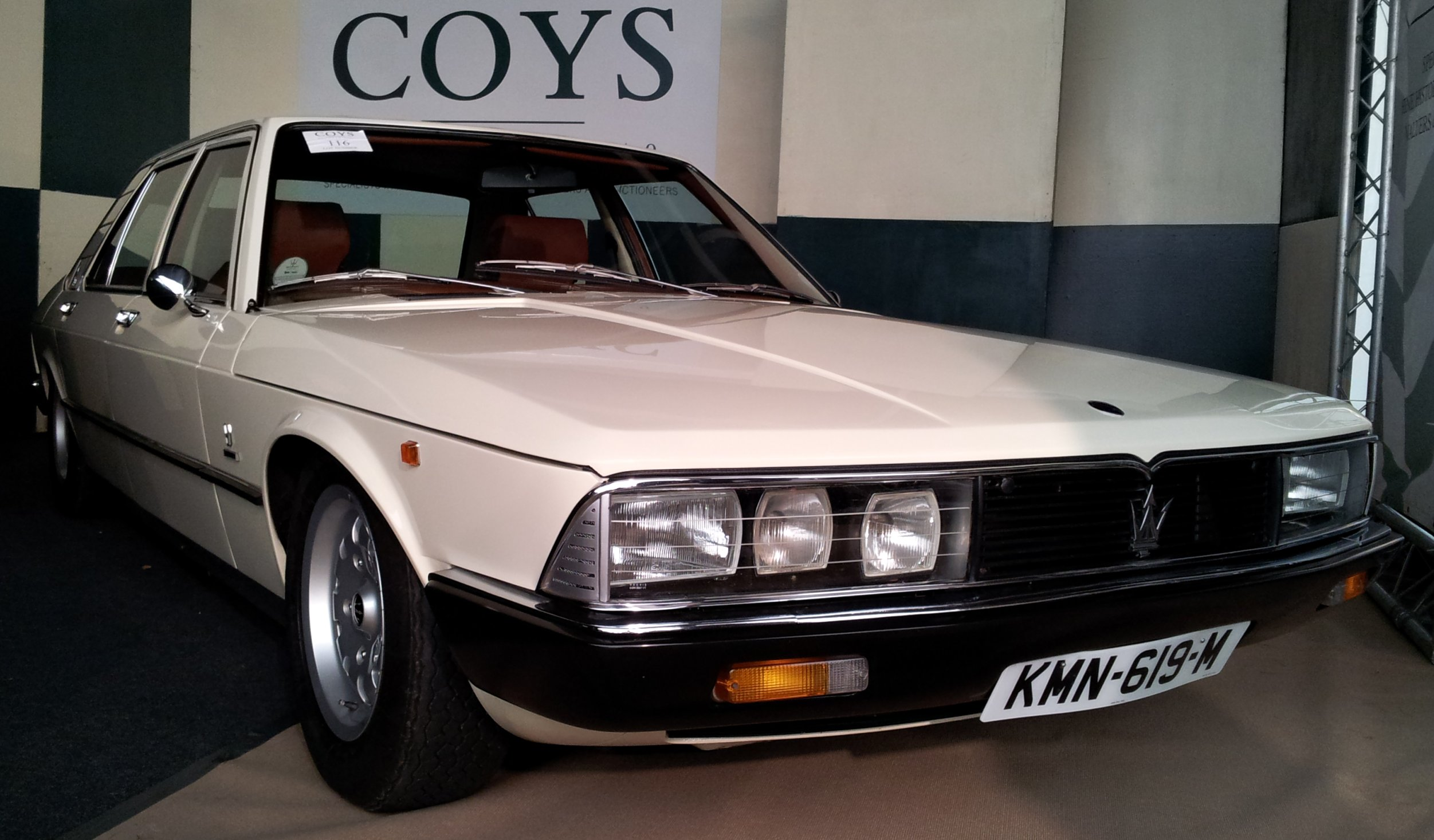
Dettaglio del frontale

La Quattroporte del 1974 viene anche chiamata semplicemente Maserati Quattroporte II e deriva dal Progetto AM 123. Esposta in anteprima mondiale il 3 ottobre 1974 al Salone dell'automobile di Parigi come concept car, la vettura abbandona i canoni stilistici che caratterizzano la prima serie di Quattroporte del 1963, ovvero una linea molto classica ed elegante che presentava numerose cromature e un ampio frontale dominato dalla classica calandra del Tridente, per adottare le linee molto più sobrie e tese, in voga agli inizi degli anni settanta. Il design fu opera del centro stile Bertone che su richiesta della Citroën elaborò una linea molto semplice caratterizzata da linee rette e parallele; la fiancata molto pulita presentava il classico marchio Maserati sul montante posteriore incastonato sui profili aerodinamici. Il frontale invece espone una mascherina di piccole dimensioni che separa la fanaleria, anch'essa molto compatta e sviluppata soprattutto orizzontalmente. Cornici e profili cromati rendono il complesso notevolmente elegante anche se meno originale rispetto al passato; curiosamente il grande parabrezza ha costretto ad applicare tre tergicristalli di piccole dimensioni per poter garantire una visibilità ottimale. La zona posteriore, invece, presenta uno stile fin troppo semplice con poche cromature e una fanaleria di forma rettangolare, paraurti inferiore non verniciato e un grande portello del bagagliaio  posteriore che apre un vano notevolmente spazioso e flessibile, benché il divano posteriore non presenti la possibilità di ribaltamento.
Per la Quattroporte II la casa Citroën aveva adottato degli pneumatici 205x70 R15, con cerchi completamente cromati che non presentano i tipici fori adatti a raffreddare l'impianto frenante. Lo stile della cerchiatura è simile ai modelli di grandi berline prodotte dalla casa francese come le DS. Solo gli esemplari allestiti dal 1975 al 1978 presentano i cerchi in lega forati dal disegno più sportivo. Il classico marchio identificativo del carrozzerie Bertone era applicato sui parafanghi anteriori in bella vista.

## Caratteristiche tecniche
Il modello venne progettato dai tecnici della Citroën ma, a causa delle scarse risorse finanziarie del gruppo francese, con la Quattroporte II vennero applicate numerose condivisioni tecniche con l'alto gamma della casa francese. In particolare venne adottato come telaio di base un nuovo pianale con motore posizionato nella zona anteriore e longitudinalmente che trasferiva la coppia motrice alle ruote anteriori per mezzo di una trasmissione manuale a 5 rapporti.
La condivisione di componenti con il modello Citroën SM, oltre allo schema meccanico, riguarda le sospensioni idropneumatiche che garantivano un notevole comfort soprattutto nei lunghi viaggi, il servosterzo idraulico che induriva lo sterzo alle alte velocità, la frenata servo-assistita e l'impianto di climatizzazione a controllo elettronico con diffusori anteriori e posteriori.
Il reparto meccanico si concludeva con la raffinata geometria di sospensioni a ruote indipendenti con l'avantreno e il retrotreno configurato secondo lo schema a bracci multipli. L'impianto frenante era composto da quattro dischi autoventilati garantendo una frenata a pieno carico da 100 a 0 km/h registrata in meno di 40 metri.

## Il motore
La motorizzazione adottata era un 3,0 litri. Già nel 1968 Giulio Alfieri aveva allo studio un propulsore V6 alimentato a benzina e derivato dal grande V8 Maserati privandolo di 2 cilindri. Il risultato fu il 2.7 V6 della famiglia C114 che venne venduto alla Citroën e trovò alloggiamento nel cofano della SM (sorella della Quattroporte II). Il C114 subì un'evoluzione, per mezzo di un incremento del diametro dei cilindri da 87,0 mm a 91,6 mm, la cilindrata crebbe a 2.965 cm³ e la potenza salì a 210 cavalli erogati a 6.000 giri al minuto. Il nuovo propulsore 3.0 entrò subito nei cofani delle Maserati Merak e Quattroporte II garantendo sulla prima prestazioni di tutto rispetto mentre per la grande berlina delle prestazioni solo modeste, penalizzate soprattutto dalla grande mole dell'autovettura, dalla trazione anteriore e dal notevole peso della struttura telaistica.
Il 6 cilindri a V di 90º con carburatore Weber 44 DCNF possedeva l'iniezione Single Point ed erogava la coppia massima a un alto numero di giri. Il rapporto di compressione era di 8.8:1. Secondo i tecnici della Citroën non era stato possibile alloggiare il grande motore a 8 cilindri a V che equipaggiava la precedente serie di Quattroporte a causa dell'elevato sottosterzo che sarebbe stato prodotto.

## La produzione

Maserati Quattroporte II in fase di assemblaggio

Poco dopo la presentazione, venne superato lo stadio prototipale avviando la costruzione di un piccolo contingente di esemplari pre-serie, destinati al battage pubblicitario ed alle prove per l'omologazione. La Quattroporte II non giunse alla fase produttiva, sia per problemi di sviluppo alla scocca, sia perché ritenuta non remunerativa dalla Peugeot che, nel 1974, aveva assunto il controllo della Citroën, in gravi difficoltà finanziarie.
La Quattroporte II vide ancor prima di nascere un destino oscuro: ufficialmente la produzione affidata alla Citroën terminò nei primi mesi del 1975 dopo soli tredici esemplari usciti dalle linee di montaggio. Di questi, 6 vennero costruiti secondo gli standard imposti dalla casa francese, mentre i restanti 7 furono successivamente completati e collaudati tra il 1975 e il 1978 dalla nuova proprietà De Tomaso. Ad oggi si stima che solo 5 dei 13 esemplari di Quattroporte II siano esistenti